# Tadeusz Rydzyk
Tadeusz Rydzyk (Olkusz, 3 maggio 1945) è un presbitero, politico e conduttore radiofonico polacco, noto anche come Padre Direttore e Padre Fondatore (in polacco: Ojciec Dyrektor, Ojciec Założyciel), è un influente prete cattolico dei Redentoristi, creatore e capo della controversa emittente radiofonica Radio Maryja, leader indiscusso della "Famiglia di Radio Maryja", movimento polacco di carattere nazionalistico-clericale.
Benché Rydzyk occupi una posizione assai autorevole, il suo status nel clero cattolico è di semplice prete.

## Vita e carriera
Nato in una famiglia povera, Tadeusz Rydzyk ha studiato al seminario dei Redentoristi di Tuchów, e poi all'Accademia cattolica di Teologia di Varsavia. Fu ordinato prete nel 1971 e insegnò religione a Toruń, Szczecinek e Cracovia.
Nel 1986 padre Rydzyk si spostò in Germania, entrando in contatto con una radio xenofoba bavarese di Balderschwang, Radio Maria International, chiusa in seguito dalla Chiesa cattolica. In Germania restò cinque anni, nonostante l'opposizione della Chiesa.
Tornato in Polonia nel 1991, padre Rydzyk fece una spettacolare carriera. Avviò la sua Radio Maryja, una stazione radio segnata da accese controversie. Nel 1998 fondò il giornale nazionalista Nasz Dziennik ("Nostro Quotidiano") e nel 2003 la stazione televisiva Trwam ("Io persisto"). Attorno a queste emittenti il padre direttore ha raccolto un vasto gruppo di seguaci molto impegnati, la Famiglia di Radio Maryja, sul quale esercita una indiscutibile autorità carismatica.
Ha aperto inoltre, a Torun, una Scuola di giornalismo e comunicazione, dove i futuri giornalisti polacchi vengono educati nello spirito del suo insegnamento e delle sue vedute politico-sociali.
Nel 2003 tutte queste strutture sono state raggruppate sotto la guida di un'unica holding, la fondazione Lux Veritatis.

## Rydzyk e la politica

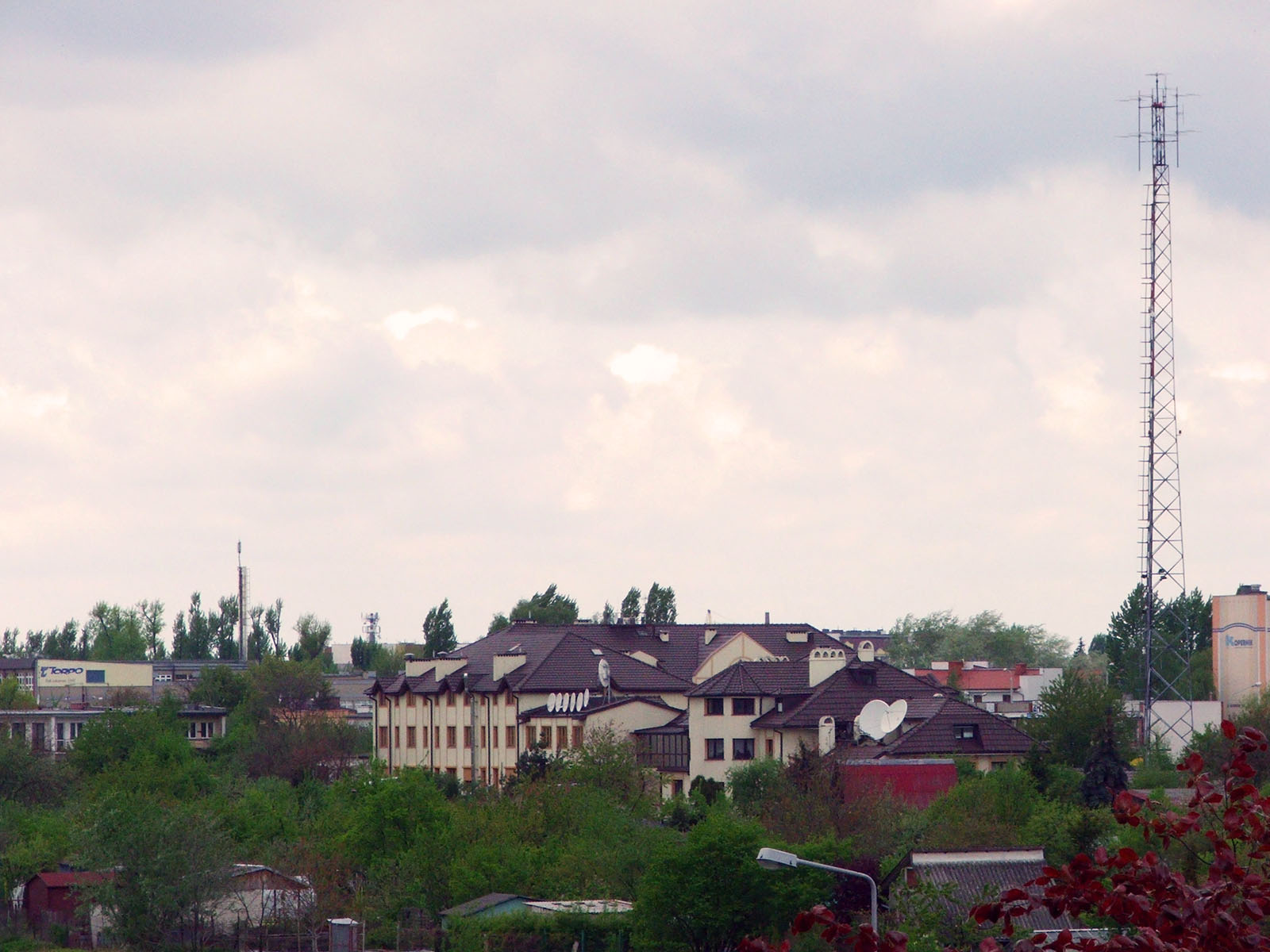
Radio Maryja a Toruń

Lontano dalla Polonia negli anni in cui questa si liberava dal regime comunista, Rydzyk ha poi egemonizzato attraverso il suo movimento parareligioso gli ambienti più arretrati del paese - popolazioni rurali, donne anziane - utilizzando gli strumenti di comunicazione di massa più efficaci.
La sua organizzazione, con il motto "Dio, Chiesa, Patria", supporta e diffonde tesi creazioniste, antisemite, antieuropee. Essa è tuttavia accreditata di quasi 6 milioni di aderenti che la finanziano con circa 25 milioni di euro l'anno
e rappresenta certamente, in un paese cattolico come la Polonia, una potente macchina da guerra elettorale. Nelle elezioni del 2005, Rydzyk ha supportato la Lega delle famiglie polacche e la destra del movimento Legge e giustizia dei gemelli Jarosław e Lech Kaczyński, entrando poi in contrasto con loro quando, una volta al potere, non si sono allineati abbastanza al suo modello clericale (ad esempio presentando una legge per la legalizzazione dell'aborto).